# Love Rollercoaster
Love Rollercoaster – piosenka stworzona przez amerykańską grupę The Ohio Players. Oryginalnie wydana w 1975 roku na płycie Honey bardzo szybko stała się hitem.
Piosenka była wielokrotnie wykonywana i przerabiana przez innych artystów. Swoją wersję piosenki wydał m.in. zespół Red Hot Chili Peppers na płycie z soundtracku do filmu Beavis and Butthead Do America. Piosenka została przez ten zespół wydana również jako singel.

## Red Hot Chili Peppers cover

### CD Single 1
1. Love Rollercoaster
2. Lesbian Seagull – Engelbert Humperdinck

### CD Single 2
1. Love Rollercoaster(Clean Edit)
2. Love Rollercoaster(Rock Rollercoaster Mix)
3. Love Rollercoaster(LP Version)